# Грэттон, Джош
Джош Грэттон (англ. Josh Gratton; 9 сентября 1982, Брантфорд) — канадский хоккеист, нападающий. Двоюродный брат Криса Грэттона.

## Карьера
Джош Грэттон начал свою профессиональную карьеру в 2000 году в составе клуба Хоккейной лиги Онтарио «Садбери Вулвз». В OHL Джош выступал до 2003 года в составе трёх разных команд; за это время он провёл на площадке 182 матча, в которых он набрал 117 (54+63) очков, а также 529 минут штрафа. В сезоне 2003/04 Грэттон начал выступления в профессиональных североамериканских лигах — ECHL и АХЛ.
27 июля 2004 года Джош подписал свой первый контракт с клубом НХЛ; им стала «Филадельфия Флайерз», в составе которой в сезоне 2005/06 он и дебютировал в лиге. Тем не менее, практически весь срок своего соглашения Грэттон провёл в фарм-клубе «Флайерз» «Филадельфия Фантомс», где в 131 матче он набрал 39 (21+18) очков и 589 штрафных минут. 9 марта 2006 года Грэттон в результате обмена на Дени Готье стал игроком «Финикс Койотис», в составе которого он, наконец, сумел закрепиться, проведя 64 матча в НХЛ.
28 февраля 2008 года Джош стал частью обмена Марцела Хоссы из «Нью-Йорк Рейнджерс» в «Финикс», однако не пройдя в состав клуба, ему пришлось доигрывать сезон в АХЛ. 9 июля того же года Грэттон заключил однолетнее соглашение с «Нэшвилл Предэйторз», однако уже спустя некоторое время после начала сезона он вернулся в Филадельфию. 30 июля 2009 года Джош подписал однолетний контракт с клубом «Атланта Трэшерз».
Тем не менее, так и не получив шанса сыграть в НХЛ, 8 января 2010 года Грэттон был отдан в аренду в чеховский «Витязь», в составе которого за неполные 2 сезона провёл лишь 35 матчей, набрав в них 12 (7+5) очков и 282 минуты штрафа. 17 мая 2011 года Джош заключил соглашение с астанинским «Барысом».
21 февраля 2012 года Грэттон был отстранён от участия в учебно-тренировочных сборах и соревнованиях российским антидопинговым агентством, так как в его пробе «А» были найдены запрещённые препараты, а уже 2 дня спустя казахстанский клуб объявил о расторжении контракта с игроком.
7 июня 2012 года ХК «Барыс» объявил о подписании контракта на сезон 2012—2013 гг. с нападающим Джошуа Грэттоном.
Однако уже 10 августа спортивный директор «Барыса» Ильдар Мухометов заявил что Мирасти для клуба предпочтительнее, чем другой бывший тафгай «Витязя» Джошуа Грэттон: "По нашему мнению, как тафгай Мирасти предпочтительнее Грэттона и гораздо дешевле его. Поэтому клуб решил отказаться от Грэттона и направил предложение о контракте другому бывшему тафгаю Витязя Джону Мирасти.
8 октября 2012 года было объявлено о том, что Грэттон пополнил ряды хоккейного клуба «Сарыарка», выступающего в ВХЛ.
15 мая 2013 года Грэттон вернулся в астанинский «Барыс»

## Статистика выступлений
Последнее обновление: 25 февраля 2016 года
|                 |                       |                 | Регулярный сезон | Регулярный сезон | Регулярный сезон | Регулярный сезон | Регулярный сезон | Регулярный сезон | Плей-офф | Плей-офф | Плей-офф | Плей-офф | Плей-офф | Плей-офф |
| Сезон           | Команда               | Лига            | Игр              | Г                | П                | Очк              | +/-              | Штр              | Игр      | Г        | П        | Очк      | +/-      | Штр      |
| --------------- | --------------------- | --------------- | ---------------- | ---------------- | ---------------- | ---------------- | ---------------- | ---------------- | -------- | -------- | -------- | -------- | -------- | -------- |
| 2000/01         | Садбери Вулвз         | OHL             | 44               | 5                | 13               | 18               | --               | 110              | 9        | 1        | 1        | 2        | --       | 25       |
| 2001/02         | Садбери Вулвз         | OHL             | 14               | 5                | 4                | 9                | --               | 47               | —        | —        | —        | —        | —        | —        |
| 2001/02         | Кингстон Фронтенакс   | OHL             | 46               | 14               | 14               | 28               | --               | 140              | 1        | 1        | 0        | 1        | --       | 7        |
| 2002/03         | Уинсор Спитфайрс      | OHL             | 62               | 26               | 30               | 56               | --               | 192              | 6        | 2        | 1        | 3        | --       | 8        |
| 2003/04         | Сан-Диего Галлз       | ECHL            | 30               | 4                | 6                | 10               | --               | 239              | —        | —        | —        | —        | —        | —        |
| 2003/04         | Цинциннати Майти Дакс | АХЛ             | 21               | 2                | 2                | 4                | --               | 69               | 8        | 0        | 0        | 0        | --       | 35       |
| 2004/05         | Трентон Тайтанс       | ECHL            | 1                | 0                | 0                | 0                | -1               | 0                | —        | —        | —        | —        | —        | —        |
| 2004/05         | Филадельфия Фантомс   | АХЛ             | 57               | 9                | 5                | 14               | +8               | 246              | 21       | 3        | 3        | 6        | +2       | 78       |
| 2005/06         | Филадельфия Фантомс   | АХЛ             | 53               | 9                | 10               | 19               | -1               | 265              | —        | —        | —        | —        | —        | —        |
| 2005/06         | Филадельфия Флайерз   | НХЛ             | 3                | 0                | 0                | 0                | --               | 14               | —        | —        | —        | —        | —        | —        |
| 2005/06         | Финикс Койотис        | НХЛ             | 11               | 1                | 0                | 1                | -3               | 30               | —        | —        | —        | —        | —        | —        |
| 2006/07         | Сан-Антонио Рэмпэйдж  | АХЛ             | 3                | 1                | 1                | 2                | -1               | 8                | —        | —        | —        | —        | —        | —        |
| 2006/07         | Финикс Койотис        | НХЛ             | 52               | 1                | 1                | 2                | -9               | 188              | —        | —        | —        | —        | —        | —        |
| 2007/08         | Сан-Антонио Рэмпэйдж  | АХЛ             | 38               | 5                | 9                | 14               | +1               | 124              | —        | —        | —        | —        | —        | —        |
| 2007/08         | Финикс Койотис        | НХЛ             | 1                | 0                | 0                | 0                | +1               | 5                | —        | —        | —        | —        | —        | —        |
| 2007/08         | Хартфорд Вулф Пэк     | АХЛ             | 20               | 6                | 6                | 12               | +9               | 72               | 4        | 0        | 1        | 1        | -1       | 11       |
| 2008/09         | Милуоки Эдмиралс      | АХЛ             | 7                | 2                | 3                | 5                | --               | 10               | —        | —        | —        | —        | —        | —        |
| 2008/09         | Филадельфия Фантомс   | АХЛ             | 14               | 1                | 0                | 1                | -2               | 46               | 2        | 0        | 0        | 0        | -1       | 2        |
| 2008/09         | Филадельфия Флайерз   | НХЛ             | 19               | 1                | 2                | 3                | -2               | 57               | —        | —        | —        | —        | —        | —        |
| 2009/10         | Чикаго Вулвз          | АХЛ             | 21               | 0                | 2                | 2                | -9               | 60               | —        | —        | —        | —        | —        | —        |
| 2009/10         | Витязь                | КХЛ             | 11               | 2                | 3                | 5                | -4               | 112              | —        | —        | —        | —        | —        | —        |
| 2010/11         | Витязь                | КХЛ             | 24               | 5                | 2                | 7                | -5               | 170              | —        | —        | —        | —        | —        | —        |
| 2011/12         | Барыс                 | КХЛ             | 35               | 1                | 3                | 4                | -2               | 91               | —        | —        | —        | —        | —        | —        |
| 2013/14         | Барыс                 | КХЛ             | 11               | 1                | 3                | 4                | 1                | 12               | —        | —        | —        | —        | —        | —        |
| 2014/15         | Манчестер Монаркс     | АХЛ             | 46               | 6                | 7                | 13               | -3               | 82               | 7        | 0        | 1        | 1        | 0        | 11       |
| 2015/16         | Эссят                 | СМ-лига         | 37               | 3                | 3                | 6                | -5               | 81               | —        | —        | —        | —        | —        | —        |
| Всего в НХЛ     | Всего в НХЛ           | Всего в НХЛ     | 86               | 3                | 3                | 6                | -13              | 294              | —        | —        | —        | —        | —        | —        |
| Всего в КХЛ     | Всего в КХЛ           | Всего в КХЛ     | 81               | 9                | 11               | 20               | -10              | 385              | —        | —        | —        | —        | —        | —        |
| Всего в карьере | Всего в карьере       | Всего в карьере | 644              | 108              | 227              | 244              | -28              | 2397             | 58       | 7        | 7        | 14       | --       | 177      |